# Ostružnja Gornja
Ostružnja Gornja je naseljeno mjesto u sastavu općine Stanari, Republika Srpska, BiH.
Do 2014. godine nalazilo se u sastavu općine Doboj.

## Stanovništvo
| Ostružnja Gornja   |              |
| godina popisa      | 1991.        |
| Srbi               | 491 (99,19%) |
| Hrvati             | 1 (0,20%)    |
| Muslimani          | 0            |
| Jugoslaveni        | 2 (0,40%)    |
| ostali i nepoznato | 1 (0,20%)    |
| ukupno             | 495          |